# محمد عادل (ناشط)
محمد عادل من مواليد 8 أغسطس 1988، هو ناشط سياسي مصري وأحد مؤسسي حركة شباب 6 أبريل في مصر. نشط محمد مع الحركة المصرية من أجل التغيير (كِفاية) منذ عام 2005 وهو واحد من النشطاء الذين دعوا إلى الإضراب العام في 6 أبريل من عام 2008. أصبح محمد عادل بحلول عام 2009 المتحدث الرسمي لوسائل الإعلام باسم حركة 6 إبريل.

## النشاط الثوري 2013
حُوكِم محمد عادل من قبل محكمة جنح القاهرة بتهمة خرق قانون التظاهر المثير للجدل والاعتداء على ضباط الشرطة. أعلنت المحكمة في 22 ديسمبر من نفس العام أن محمد مذنبا بانتهاك قانون التظاهر وحكمت عليه وعلى اثنين آخرين من المتهمين وهمَا أحمد ماهر وأحمد دومة بالسّجن ثلاث سنوات مع الأشغال الشاقة في السجون ودفع غرامة مالية قُدرت بـ 50.000 جنيه مصري، كما اشترطت المحاكمة متابعتهم ومراقبتهم لمدة ثلاث سنوات وذلك بعد الإفراج عنهم. أدانت مختلف المنظمات المصرية وباقي منظمات حقوق الإنسان الدولية المحاكمة وأكدوا في الوقت ذاته على أنّ مثل هذه المحاكمات تزيد من قمع المجتمع المدني الناشط وتُضيق الخناق على الديمقراطية. خلال سير المحاكمة اعتبرت منظمة العفو الدولية الشهيرة أن التهم الموجهة ضد عادل وغيره من المتهمين «تُهم غير صحيحة ووجهت لها بسبب نشاطهم لا غير». أثار عماد حمدي عضو التيار الشعبي المصري جدلا حينما صدر الحكم صد محمد عادل حيث أكّدَ على ازدواجية الحكم وأشار كذلك إلى قسوته مُقارنة بعقوبة وحكم المجرمين مُرتكبي الجرائم في عهد مبارك.
في المراحل الأولى من المحاكمة؛ كانَ محمد عادل يُحاكم غيابيا. ومع ذلك؛ وقبل فترة وجيزة من إعلان الحكم قامت الشرطة باقتحام المركز المصري للحقوق الاقتصادية والاجتماعية بالقوة واعتدت على من فيه، ثم حطّمت بعض أجهزة الكمبيوتر في حين صادرت باقي المعدات الإلكترونية والوثائق. عاودت قوات الأمن الاعتداء على الأفراد الموجودين في مكان الحادث ثم احتجزتهم لفترات مختلفة.
ألقى حمدين صباحي باللوم على المحكمة التي أدانت أحمد ماهر ومحمد عادل ثم أحمد دومة وأكّد على أن الرئيس المؤقت عدلي منصور يتحمل المسؤولية في هذه القضية وفي باقي النشطاء الحقوقيين. أعربَ حزب الدستور عن تضامنه مع المعتقلين وأسرهم وطلب من الرئيس المؤقت عدلي منصور إصدار عفو على أحمد ماهر ومحمد عادل وأحمد دومة وكذلك لؤي عبد الرحمن، عمر حسين ثم أحمد ناصر إبراهيم. بالنسبة لآراء عادل؛ فهو ضد الرئيس الحالي عبد الفتاح السيسي، وعادة ما يصف حكومته بالظلمية والدموية. كما يدعو عادل في كل المنابر إلى الحرية لجميع المعتقلين والسجناء الناشطين. سطع نجمه مجددًا في عام 2017 حيث ناضل ضد قرار التنازل عن جزيرتي تيران وصنافير إلى المملكة العربية السعودية.